# Svájci Testvérek
A Svájci Testvérek (német: Schweizer Brüder), illetve svájci anabaptisták (Schweizer Täufer) a német nyelvű anabaptisták legrégebbi és legbefolyásosabb közössége, amely a 16. századtól terjedt Svájcban és a környező országokban. A mai Svájci Mennonita Konferencia tőlük származtatható.
A mozgalom 1525 januárjában Zürich mai külvárosából indult. Innen terjedt tovább rövid időn belül Svájc környező német nyelvű városaira (St. Gall, Appenzell, Aargau, Grisons, Bern, Bázel), majd tovább a svájci határokon túl, Tirolba, Dél-Németországba, Elzászba és Németország más régióiba.

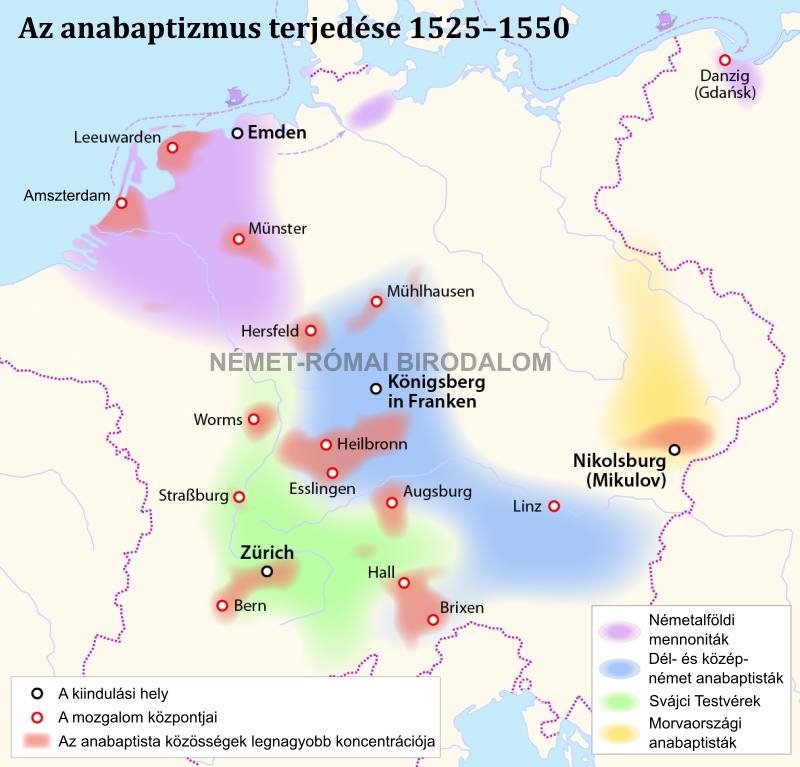
A kora újkori anabaptizmus terjedése 1525-1550 között
Svájci Testvérek
Németalföldi mennoniták
Dél- és közép-német anabaptisták
Morvaországi anabaptisták

## Schleitheimi hitvallás
1527-ben Michael Sattler írta a Schleitheimi hitvallást, az első anabaptista hittételeket. Ez hét cikkelyt tartalmazott, amelyet a legtöbb Svájci Testvér elfogadott:
- A hívő keresztsége
- Egyházi fegyelem
- Úrvacsora
- Elszakadás a világtól és a gonosztól
- A lelkészek kiválasztása és szerepe
- Erőszakmentesség
- Az eskütétel tilalma

## Történet
1525-ben Felix Manz, Conrad Grebel, George Blaurock és más radikális reformerek elváltak Ulrich Zwingli közösségétől és új csoportot alapítottak, mert úgy érezték, a reformok nem haladnak elég gyorsan.
Elutasították a csecsemőkeresztséget és az „igaz kereszténységet” hirdették.
A mozgalom széles körű terjedésével párhuzamosan a Svájci Testvérek vagy a svájci anabaptisták elnevezést kezdték rájuk használni.
Conrad Grebel 1526-ban pestisben hunyt el. Felix Manzot 1527-ben Zürich mellett vízbe fullasztással kivégezték. George Blaurockot 1529-ben máglyán égették meg. Michael Sattlert, akinek a legnagyobb szerepe volt a Schleitheim-hitvallomás kidolgozásában, 1527-ben tartóztatták le a feleségével és több más anabaptistával együtt. Elítélték és a kivégzése előtt eretnekként kivágták a nyelvét és húsdarabokat téptek ki a testéből. A feleségét vízbe fullasztással ölték meg. A korábbi papot, Balthasar Hubmaiert 1528-ban Bécsben megégették, a feleségét pedig a Dunába fojtották. Ludwig Hätzert  1529-ben karddal lefejezték.
A „testvérek” üldözése folytatódott tovább.
1585-ben a berni zsinat olyan határozatot adott ki, amely után az anabaptistákat pl. többnyire végzetes gályarabsággal büntették. Az ún. Hutterita Krónika számos más „testvér” vértanúhalálának történetét írja le.
Az üldöztetés miatt sok anabaptista emigrált Svájcból. Ahogy a mozgalom átterjedt a környező országokba, az anabaptizmus különböző ágaivá fejlődött. Jakob Hutter a Schleitheim-hitvallomás alapján 1527-től létrehozta a róla elnevezett hutterita kolóniákat. A szomszédos Franciaországban, Pfalzban, Hollandiában számos mennonita is svájci származású volt. Mások az amishok közé olvadtak be, akik elszakadtak a mennonitáktól.
Ma a svájci testvérek kifejezést többnyire csak a nem amish vallású európai mennonitákra használják.